# Bubsy 3D
Bubsy 3D (también llamado Bubsy Is 3D in Furbitten Planet y Bubsy 3D: Furbitten Planet) es un videojuego de plataformas desarrollado por Eidetic y distribuido por Accolade y Telstar para la videoconsola PlayStation. Diseñado por Michael Berlyn, el juego vio la luz el 25 de noviembre de 1996 en Norteamérica y en agosto de 1997 en Europa. Es el cuarto de la serie de Bubsy y, como indica el título, el primero (y único) juego de Bubsy en 3D. También fue pionero en cuanto a juego de plataformas en 3D, con un movimiento muy limitado. El nombre del juego es un juego de palabras entre las palabra "furry" y "Forbidden Planet", una película de ciencia ficción de 1956. Lani Minella le presta su voz a todos los personajes del juego, incluyendo a Bubsy.
El juego fue muy criticado y se consideró como uno de los peores juegos del mundo por MeriStation, GameTrailers, IGN y GamesRadar. Los elementos más criticados del juego fueron los gráficos y sus controles. Se pensó en una versión de Sega Saturn, pero se canceló por las valoraciones negativas.

## Sinopsis
Bubsy 3D se desarrolla en el planeta de los woolies, una especie de alienígenas de la serie, de un mundo llamado Rayon. Los Woolies han invadido La Tierra y secuestrado a Bubsy, pero su cohete tiene problemas y Bubsy se escapó hacia Rayon. Los woolies se enteraron de que Bubsy estaba recogiendo átomos y piezas del cohete para reconstruirlo. Nadie sabe por qué lo hace, pero creen que puede ser peligroso.

## Jugabilidad
El objetivo es derrotar a las dos reinas woolie, Poly y Esther, y huir del planeta recogiendo las piezas del cohete. En Bubsy 3D, el jugador controla a Bubsy, quien tiene varias frases que se reproducen según las acciones del jugador. Bubsy solo puede andar en línea recta, por lo que el jugador debe torcer la cámara para cambiar de dirección. Se puede saltar y nadar en ciertos niveles y para acabar con los enemigos es necesario saltar sobre ellos, de esta forma no perderá puntos de vida, de los que tiene 3. El juego consta de 18 niveles, con 3 acuáticos en los que Bubsy tendrá un oxigenómetro que le permitirá bucear durante más tiempo. En los niveles se pueden recoger átomos y, si reúnes 150, es posible acceder a una fase de bonificación con vidas adicionales.
En el modo para dos jugadores, Bubsy compite contra un contrincante en una carrera por coger átomos en un único nivel.

## Desarrollo y lanzamiento
Bubsy 3D se desarrolló por Eidetic y fue distribuido por Accolade en Norteamérica y por Telstar en Europe. Fue diseñado por Michael Berlyn y el veterano Marc Blank. Tras el lanzamiento de Bubsy 2, que Berlyn describió como la "muerte" de la saga, él y su equipo se pusieron a trabajar en Bubsy 3D. Se refirió al desarrollo como un reto, debido a la poca experiencia en controles 3D y herramientas de creaciones de entornos tridimensionales. Su desarrollo comenzó en 1995, para la Sega 32X, pero debido al poco éxito de la 32X en Europa, Accolade compró los derechos para lanzar el juego en una plataforma estable. El 31 de octubre de 1996 se lanzó en Norteamérica y en agosto de 1997 en Europa. Se había planeado un lanzamiento en Sega Saturn para primavera de 1997, en base al desarrollo original de la 32X, pero acabó deshechándose por su poca popularidad. La mayor preocupación de Berlyn era que el lanzamiento de Bubsy 3D coincidía con el de Super Mario 64 y, aunque esperaba que Bubsy 3D tuviera su éxito, fue eclipsado por Mario. El fracaso del juego está atribuido a la coincidencia de lanzamientos, ya que Super Mario 64 era muy superior a Bubsy 3D en varios aspectos, una de las razones fue la presión que metió Accolade para que se publicará cuanto antes.[cita requerida]

## Recepción
Bubsy 3D recibió muchas críticas y llegó a ser considerado uno de los peores juegos del mundo. Tiene una puntuación del 51% en GameRankings. Recibió un 4 sobre 10 de The Electric Playground, mientras que Electronic Gaming Monthly lo puntuó con un 3'25 de 10. GameTrailers lo nombró como uno de los 8 peores juegos del mundo, denominándolo "copia barata de un producto de calidad", refiriéndose a él como un plagio de Super Mario 64, juego que salió al mismo tiempo. Scott Rubin lo llamó "clon horroroso". Describió sus gráficos como "cajas de cartón de colores". Tom Goulter, de GamesRadar, equiparó Bubsy 3D a películas de terror como Plan 9 del espacio exterior o Battlefield Earth. Seanbaby lo nombró decimoséptimo peor juego del mundo, criticando sus controles, la personalidad del protagonista y sus gráficos, añadiendo "se puede saborear el odio que los creadores de Bubsy 3D tenían a los niños americanos".
David Zdyrko, de IGN, lo definió como un "debacle de los clásicos de todos los tiempos". Levi Buchanan de IGN lo usó como ejemplo de un intento fallido de transición de 2D a 3D, criticando sus controles y el diseño del personaje, que, según dice, arruinó la apariencia y personalidad que pudo conservar en los juegos anteriores. Al describir el juego, dijo que "se hizo sin amor". IGN destacó que fue ampliamente reconocido como uno de los peores juegos del mundo. 1UP.com lo calificó de "horrible" y "intento de acabar con Mario". GamePro lo retrató como un "trabajo por compromiso". jkmedia de GameZone se refirió al juego como pionero en el 3D, con "oscuros y terribles días de Bubsy 3D". Más tarde comparó los gráficos de Chessmaster: The Art of Learning con este juego, comentando que "incluso Bubsy 3D está riendo". Michael McWhertor de Kotaku dijo que el Pac-Man Ghost Zone, que no se llegó a publicar, está más cerca de Bubsy 3D que Super Mario 64.
Absolute PlayStation le dio una puntuación de 67%. GameSpot lo calificó como "mediocre", con un 5.5 sobre 10 y una recepción negativa. DieHard GameFan y la revista Next Generation lo puntuaron con una calificación favorable. PSExtreme le dio al juego un 93%, y el premio de oro "Gold X Award", como se puede apreciar en la carátula del mismo.

## Legado
Los desarrolladores independientes Arcane Kids han creado una parodia del juego en 2013. En Bubsy 3D: Bubsy Visits the James Turrell Retrospective, el jugador controla a Bubsy en una simulación de la exhibición de James Turrell en el Museo de Arte del Condado de Los Ángeles.